# Nadir Çiftçi
Nadir Çiftçi (L'Aia, 12 febbraio 1992) è un calciatore turco, attaccante svincolato.

## Carriera

### Club
Nell'estate del 2007 è stato acquistato a titolo definitivo dagli inglesi del Portsmouth per una cifra di circa 80000 sterline. Dopo aver giocato per tre stagioni consecutive nel settore giovanile della squadra inglese, nella stagione 2010-2011 ha fatto il suo esordio in prima squadra, giocando 19 partite in Championship (la seconda serie inglese), 1 in FA Cup e 2 in Coppa di Lega, con anche 2 gol segnati (uno in campionato ed uno in Coppa di Lega). A fine stagione è stato ceduto per circa 100000 sterline alla squadra turca del Kayserispor, con cui ha giocato 11 partite nella massima serie turca, venendo ceduto a fine stagione al club olandese del NAC Breda.
Nella stagione 2012-2013 ha giocato 7 partite in Eredivisie, senza mai segnare. A fine campionato rimane svincolato, ed il 25 luglio 2013 firma un contratto biennale con gli scozzesi del Dundee Utd. Il 9 luglio 2015 passa a titolo definitivo al Celtic.

### Nazionale
Nel 2008 ha giocato 2 partite amichevoli con la nazionale Under-17 olandese; in seguito, essendo di origine turca, ha deciso di giocare nella nazionale del suo Paese d'origine, con cui nel 2012 ha giocato 2 partite negli Europei Under-19. Nel novembre 2010 ha ricevuto una convocazione con la nazionale turca, senza però scendere in campo.

## Palmarès

### Club

#### Competizioni nazionali
- Coppa di Lega scozzese: 1

Celtic: 2016-2017